# Sven Lidman (prost)
Sven Lidman, född 19 januari 1754 i Flisby församling, Jönköpings län, död 15 juni 1823 i Tingstads församling, Östergötlands län, var en svensk präst.

## Biografi
Lidman föddes 1754 i Flisby församling. Han var son till riksdagsmannen Peder Larsson och Anna Bengtsdotter på Lidhult. Lidman blev student vid Lunds universitet höstterminen 1773 och avlade filosofie kandidatexamen 1776. Han promoverades till filosofie magister 1778 samt prästvigdes samma 14 april samma år. Han blev komminister i S:t Johannes församling i Norrköping 31 december 1782, tillträde 1783. Han avled pastoralexamen 15 november 1794 och blev 19 december 1798 kyrkoherde i Tingstads församling, tillträde 1799. Lidman blev 30 april 1806 prost. Han avled 1823 i Tingstads församling.
Lidman var notarie vid prästmötet 1787 och respondent vid prästmötet 1802.
Efternamnet Lidman togs från hembyn Lidhult.

### Familj
Lidman gifte sig första gången 6 december 1782 med Brita Catharina Landberg (1754–1810). Hon var dotter till komministern Gösta Landberg i S:t Johannes församling, Norrköping. De fick tillsammans barnen Per Gustaf Lidman (1783–1786), domprosten Sven Lidman i Linköpings församling, riksdagsmannen och lantbrukaren Lars Gustaf Lidman (1786–1839) på Lilla Gullborg, Tingstads församling, Carl Lidman (1788–1788), Johan Eric Lidman (1792–1800) och Carl Petter Lidman (1796–1797).
Lidman gifte sig andra gången 11 december 1810 med Brita Catharina Landbergs syster Eva Fredrica Landberg (1755–1822). Hon var änka efter källarmästaren Nils Svanelius i Norrköping.